# 地盤沈下
地盤沈下（じばんちんか）とは、地盤（地表面）が収縮や陥没により相対的に沈む現象。堆積盆地の沖積層における地盤沈下は世界中のどこでも発生する。

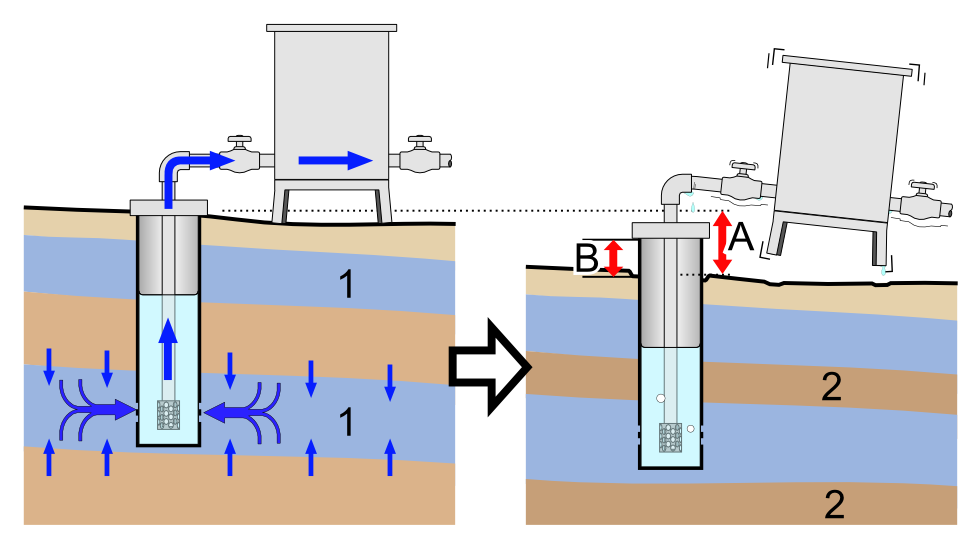
地盤沈下の例
地盤沈下であっても主に水を含む帯水層の体積はそれほど変化しない。地下水の過剰な汲み上げによって帯水層(1)に接する粘土層のような強固な構造を持たない難透水層(2)の中の地下水が帯水層へ移動することで、難透水層の体積が減少し地面が沈下する。
A:沈下量 B:抜け上がり量

## 概要
地盤が沈む原因には自然現象によるものと人類の経済活動にもとづく人為的作業によるものがある。建築物や農業に被害を受ける。地盤沈下は、海抜ゼロメートル地帯を発生させる広域の沈下現象と、土木工事等による局所的な沈下現象とがあり、一般的には広域の沈下現象を、公害の1つとしている。
人為作用による広域の地盤沈下は、工業用水・農業用水・消雪用水・冷房用水等の地下水の過剰揚水（涵養量を超える汲み揚げ）、天然ガスの汲み上げ、鉱山の坑道掘削などが主な原因となる。
地盤沈下と地下水状況把握に現在水準測量による地盤の収縮状況や地盤高の測定、国土交通省の設置する地下水観測所での地下水位観測が行われている。局所の地盤沈下は、局所的な揚水や、元々水田（軟弱地盤）だった地域に建築物が構築されたような場合の、地耐力を超えて荷重が載荷された場合に発生する。両者ともに沈下現象の発生メカニズムについては、圧密の項を参照。

## 自然現象による地盤沈下
自然現象による地盤沈下には乾燥による収縮、地下水変動、地下空洞の陥没などがある。

### 地下空洞
石灰岩地帯では堆積岩の炭酸カルシウムが溶け出して大規模な地下空洞が形成され陥没することがある。

### 地震による地盤沈下
断層活動である地震では地殻変動の結果として地表面に隆起や沈降の変異が現れる場合があり、また液状化現象による地盤沈下が生ずる場合もある。

#### 東北日本
2011年3月11日の東北地方太平洋沖地震により、陸前高田市の0.84mや牡鹿半島の1.2mを最大変動量として岩手県、宮城県や福島県の太平洋岸の多くの地点で地盤沈下が起こったが、これは地殻変動による沈降を地盤沈下と呼んでいる。一方、この地震では千葉県浦安市など東京湾沿岸で、液状化による地盤沈下が広範囲で発生した。

#### 西南日本
南海トラフ巨大地震はプレート境界の衝上断層による御前崎、潮岬、室戸岬等の隆起、高知平野などの沈降が特徴の一つである。
684年白鳳地震 - 『日本書紀』に土佐国で50余万頃の田畑が海に没したとある。
1099年康和地震（1096年永長地震との説もある。） - 『広橋本兼仲卿記』の紙背文書に土佐国の作田千余町が皆海に没したとある。
1707年宝永地震 - 『谷陵記』に土佐湾西部沿岸各地で市井が海に没したとあり、2 - 2.5m程度の沈降が推定されている。
1854年安政南海地震 - 土佐湾西部や徳島県沿岸で1 - 1.5m程度の沈降が推定されている。
1946年昭和南海地震 - 土佐湾西部沿岸で1m前後の沈降が見られた。

#### チリ
1960年チリ地震では、海岸よりやや内陸部で広範囲に沈降して沿岸の市街地が浸水し、沈降量は2.7mに及んだ。

#### 北米
1700年カスケード地震は、地質調査から2mに及ぶ沈降によって沿岸部の森林が潮間帯に沈み枯死したベイスギの年輪から本地震が1699年から1700年の間に発生したことが判明した。

## 人為的作業による地盤沈下
人為的作業による地盤沈下には表面荷重、地下水の揚水や地下資源の採取、干拓や灌漑によるコラプス現象、地下掘削による陥没などがある。

### 地下水の過剰揚水による地盤沈下
地盤沈下の原因として、地下水の過剰揚水が挙げられる。地下水の過剰揚水は地下水位の低下を引き起こすが、これにより土中の間隙水由来の水圧による浮力が小さくなり、有効応力が増大することで地層が圧縮される。
軟弱地盤の三角州平野において顕著に発生する。

#### 東京
東京の下町低地では水運の便がよいこと、被圧地下水が豊富で工業用に使用可能であったことから工業化が進んでいたが、工業活動のための地下水の過剰揚水は地盤沈下を引き起こし、この結果海抜ゼロメートル地帯が形成された。
日本において地盤沈下が注目されたのは、寺田寅彦（物理学者）が、陸地測量部（現：国土地理院に相当）による測量記録を参照して、東京の下町低地で1年あたり7.5ミリメートルの地盤沈下が発生している事実を1915年（大正4年）に指摘したのが最初である。その後関東大震災以降の測量記録により大きく注目された。特に下町低地で隅田川と荒川に挟まれた地域において、関東大震災の前後での地盤沈下量が大きかったことから、当時は地震に関する地殻変動によるものと考えられていた。
東京でも次第に被害範囲が広がり、大阪市でも同じ現象がみられた。観測井の水位低下を根拠に、地盤沈下の原因は被圧地下水の水位低下という説が提唱されたものの、当時は支持を得られなかった。しかし、第二次世界大戦末期に地下水の揚水が中断し地盤沈下も収まることで、地下水の過剰揚水が地盤沈下の原因であることが支持されるようになった。1955年以降は日本各地で沈下が報告されている。
戦後、1950年以降の復興により地下水位が低下し、地盤沈下が再び進行した。この影響で工業用水法、建築物用地下水の採取の規制に関する法律など地下水の揚水を制限する法律が整備されるようになり、地盤沈下は沈静化した。一方、1975年頃からは地下水位の上昇に伴う地盤隆起が発生している。
地下水の揚水制限により首都圏の問題は緩和されたものの、積雪地域においては消雪のために地下水汲み揚げが必要となり、特に新潟県では1955年頃より深刻化し農業被害が生じた。一方、東京では地盤沈下を防ぐために取水制限に取り組んだ結果、水位は回復してきているが、一方で予想以上の回復により、今度は地下の建造物を中心に漏水が頻発するなど、新たなトラブルが急増している。

#### フィリピン
フィリピン北部沿岸の地域や付近の島々では、地下水のくみ上げにより毎年4～6センチの地盤沈下が起きており住民数千人が退去した。

### 地下資源の採取による地盤沈下
石炭、金属鉱物、石材などの採取のため掘削した地下空洞が原因で地盤沈下が発生することがある。
1989年2月10日と3月5日には大谷石の採石場跡で陥没が発生し民家3軒が地下30mまで落ち込んだ。

## 被害

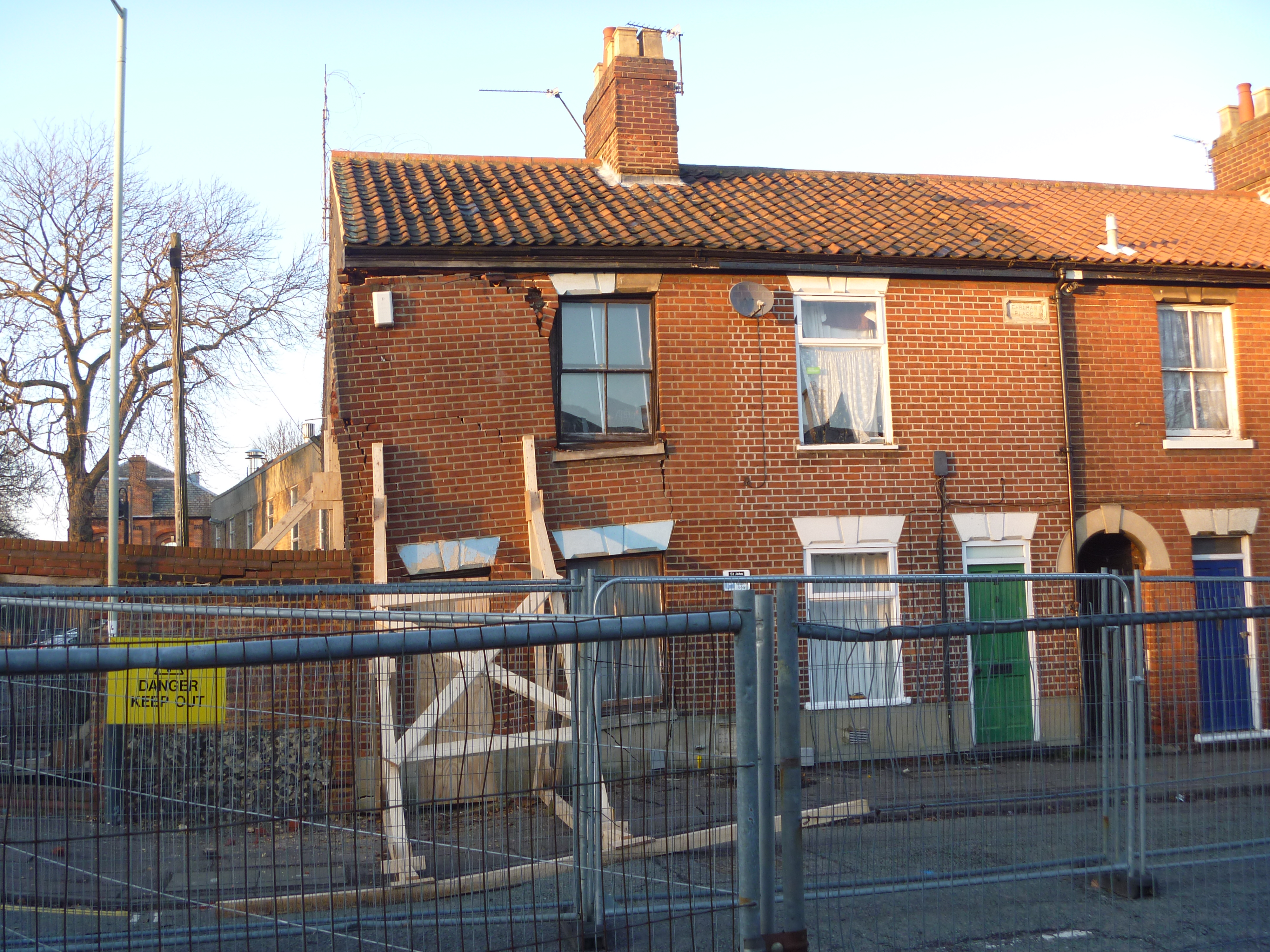
不同沈下の例:家屋の一部が沈下し、煉瓦の壁や塀が崩れかかっている（イギリス）

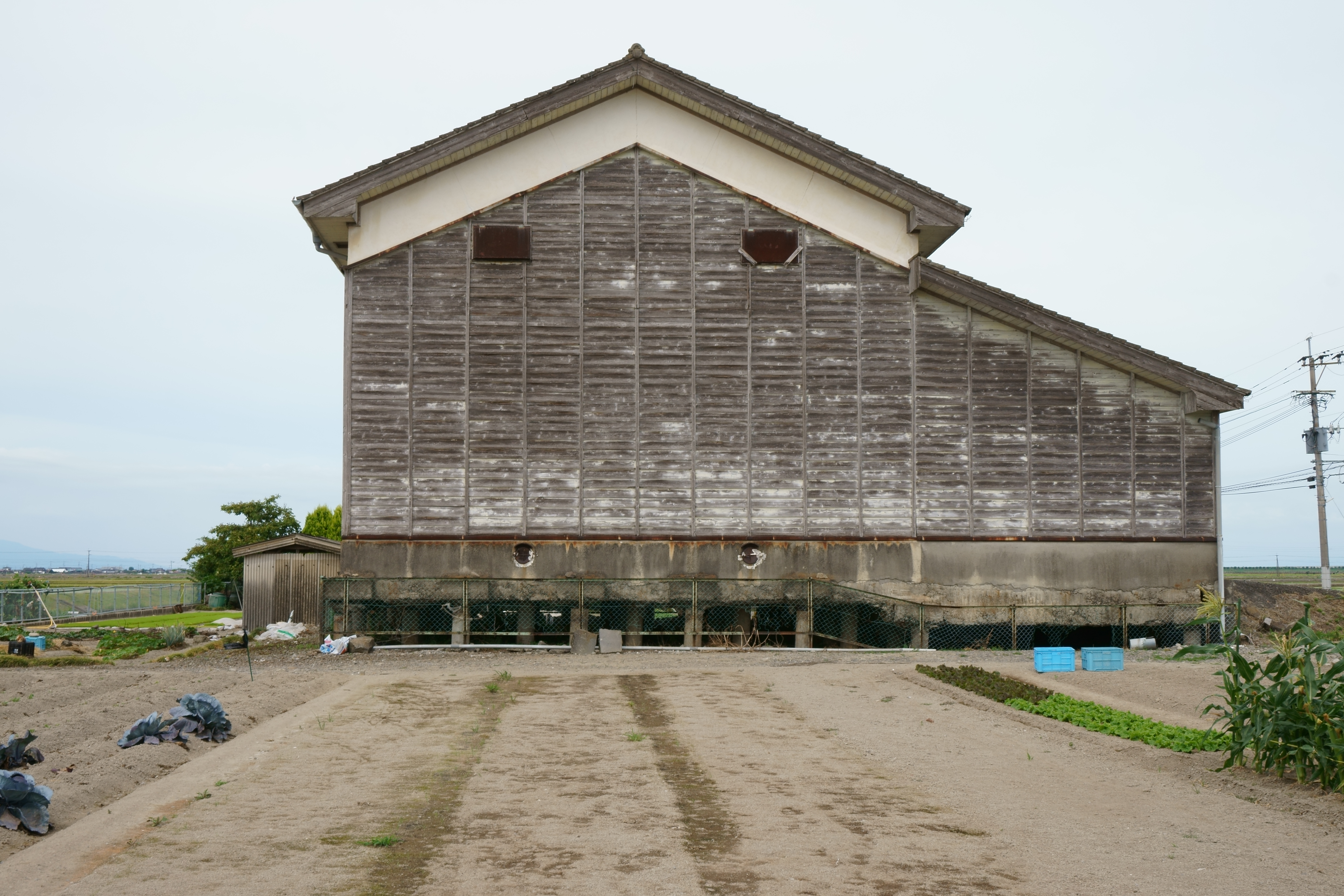
抜け上がりの例:周囲の田畑が沈下する一方、倉庫の基礎杭は沈まず露出してしまっている（佐賀県白石町）

地盤沈下の発生する現象により、主に以下の被害が発生する。
1. 建物等の構造物の破損・一部破損
2. ライフライン（地中のガス管等）の破損・一部破損
3. 津波・高潮に対する脆弱性

### 広域的被害
地盤沈下は広域化することにより、局所的な被害に加えて、被害がさらに拡大化することに問題がある。また一度沈下すれば、ほとんど回復（地盤上昇）することはないことから、潜在的被害の発生が固定化されてしまうことも、問題を深刻化させている。
ゼロメートル地帯
ゼロメートル地帯とは、平均潮位と同じ、もしくは更に低い標高の地域のことを言う。広域の地盤沈下により発生する。海抜ゼロメートルを指したことから呼ばれる。特に海岸や河川沿いなどの沖積低地に広く発生する。このためゼロメートル地帯では、地盤沈下とともに堤防の高さが水面に対して低くなったり、水面と地盤標高の差が相対的に高くなる事により、高潮時の被害が大規模化する。対症療法として、堤防のかさ上げが行われる。

### 局所的被害
不同沈下
ある施設において、場所によって沈下量の異なる地盤沈下を不同沈下（ふどうちんか）若しくは不等沈下（ふとうちんか）という。このような場合、建物が傾いたり路面に凹凸や亀裂を生じるなど、地盤沈下で最も問題となる。具体的には、建物が傾けば、住人にとって不便であり不快であるし、空港の滑走路であれば、離着陸時の安全性に問題が生じる。
不同沈下の事例として最も有名な建物としてイタリアのピサ大聖堂の鐘楼ピサの斜塔がある。
抜け上がり
杭基礎を用いた建物にあっては、地盤沈下に関係のない（地下水位の変動の影響を受けない）支持層によって支えられていることが多く、周囲の地盤が沈下するが、支持層で支えられている建物は沈下しないため、周辺地盤より相対的に高い位置になる抜け上がりを起こす。なお地震等の地盤の揺れによる液状化現象が生じた場合にも、見かけ上、同様に抜け上がり現象が発生する。
「抜け上がり」問題は、建物等の構造物にとって深刻な問題である。建物周辺に埋設してあるガス管や水道管等の埋設管は、地盤沈下とともに挙動するが、建物は元の位置を保つため、埋設管と建物の接合部で破断する。よって建物が機能しなくなるおそれがある。
その他
地盤沈下現象とは異なるが、河川が上流から運んだ土砂等が堆積して周囲より川底が高くなる天井川（てんじょうがわ）の周囲も、ゼロメートル地帯と似た状況になる。

## 地盤沈下により被害が発生している地域
法令等により、自治体をまたがって対策が進められている地域と、局所的に個別の自治体で対応している地域とがある。

### 広域の地盤沈下

#### 伊勢湾地域
伊勢湾台風（1959年）時の被害は、愛知県下だけでも、死者行方不明者3,350人、負傷者31,000人、家屋浸水125,000戸、全半壊家屋93,000戸、罹災者約80万人、という甚大な被害を出した。この被害は地盤沈下による堤防能力の低下が背景にあった。このため海岸や河川の堤防に対して2mのかさ上げを行った。しかし継続して発生した地盤沈下により、かさ上げを行った地域の大部分が沈下してしまい、場所によっては改修前の状態になってしまった地域もあった。

#### 阪神地域
第2室戸台風（1961年）時の被害者、死者194名、行方不明者8名、負傷者4,972名、という甚大な被害を出した。この被害は地盤沈下による堤防能力の低下が背景にあった。これを引き金として、工業用水法の強化と、建築物用地下水の採取の規制に関する法律（通称、ビル用水法）が制定された。

#### 東京湾沿岸地域
東京都江東・墨田・江戸川、千葉県浦安・行徳（市川市）の広い一帯は、天然ガス開発（南関東ガス田参照）、および高度成長期の大量の地下水汲み上げの影響により大幅に地盤が沈下した。湾岸部では、ゼロメートル地帯化した地域もある。法令等の整備により沈下自体は小さくなったものの、現在でも広範なゼロメートル地帯に人口が密集しており、高潮や洪水、地震による堤防崩壊、津波などの災害が発生した場合の対策として、堤防のかさ上げや高規格堤防（スーパー堤防）の設置が国や自治体によって進められている。

#### 筑波研究学園都市
東京都区部の約半分の面積を持つ筑波研究学園都市(茨城県つくば市)一帯に分布する筑波台地は比較的軟弱な地盤であり、都市建設が開始されてから20年程度経過した1987年においても不同沈下が発生し続けていた。
また、筑波研究学園都市内のペデストリアン(都市内を南北に貫通する自転車・歩行者専用道路)では、不同沈下による舗装面の破壊による自転車の走行環境の悪化が指摘されている。問題が指摘された背景には、つくばエクスプレス開業に伴う自転車交通量の増加がある。

### 局所の地盤沈下
局所沈下は、以下で示すものの他、各地で発生している。

#### 桃花台ニュータウンの沈下問題
造成前に埋め立てられていた軟らかい産業廃棄物を撤去しなかったことから地盤沈下が発生し、販売した都市機構がその建物数軒を買い戻した。なおこの沈下現象は、地下水揚水によるものではなく、地耐力を上回る上載荷重によるのである（詳細は桃花台ニュータウンの「地盤沈下」参照）。

#### 新潟市周辺
1950年代ころから表面化。新潟市沖から岩船沖にかけては日本屈指の天然ガスが埋蔵されており、地下水と共にこのガスを抽出することができた。しかしそれによって新潟市内の一部（越後線白山駅の北西部や亀田郷北西部：現在の近江、新和地域、市西部の大堀幹線周辺）で地盤沈下が起き、天然ガスの汲み上げが禁止された。

## 広域地盤沈下対策
広域の沈下を発生させない対策としては、地下水の揚水量を減少させることである。その対策は、以下の3つにより行われている。
- 揚水量そのものの規制
- 代替水の確保・供給
- 水利用を合理的利用（節水）の促進

これを実施していくため、広域の地盤沈下対策は、以下の施策で進められている。
1. 法令等による地下水採取・地下水揚水規制
  - 法による規制
    - 工業用水法・ビル用水法

  - 条例等による規制（平成18年8月現在、27都道府県、245市町村）
    - 条例による規制
    - 指導要綱(地盤沈下防止等対策要綱)等による規制
    - 公害防止協定等による規制
    - 自主規制
    - 一般の行政指導
2. 代替水供給事業
3. 水利用の合理化

これらの施策により揚水量は徐々に減少し、要綱指定3地域のうち南関東を除く2地域（濃尾、九州）では、目標揚水量を下回るようになってきている。また要綱指定3地域以外の各地でも地下水位は上昇してきている。しかし地域によっては、固定化された水利権により代替水確保が困難などの問題により、対策が進みにくい地域もある。

## 広域沈下対策による新たな問題の発生
地下水の揚水規制により、沈下は抑えられてはいるものの、逆の問題も発生し始めた。代表的なものは地下水位の上昇により、地下室が浮上し、建物などの破損が起き始めたことである。例えば東京駅では、地下室におもりを入れたり、地中深部へのアンカーにより地下室を引っ張り、地下室の浮上を押さえるなどの対策を採っている。

## 派生的用法
比喩的用法として、政治での「選挙で大敗したため、○○党の地盤沈下が起きている」と表現したり、経済基盤の変化による「工場が撤退したため○○市の経済は地盤沈下している」などと、勢力が衰えるような状況が生じた際に用いられることが多い。